# حديقة المباهج الأرضية
حديقة المباهج الأرضية أو جنة المتع الأرضية هو العمل الفني الأكثر شهرة للفنان الهولندي هيرونيموس بوس، عبارة عن لوحة زيتية رمزية بحجم 220 في 389 تم رسمها بين سنوات 1500 - 1505، أي قبل وفاته بفترة قليلة، ويعتبر هذا العمل الفني، المتضمن لمغزى أخلاقي، من أكثر أعماله← غموضًا وتعقيدًا وجمالاً في الوقت ذاته. وقد عرضت هذه اللوحة للبيع بإسبانيا في مزاد برايور دون فرناندو (الابن غير الشرعي لدوق ألبا) وتم نقلها إلى إل إسكوريال سنة 1593. تم ضم اللوحة فيما بعد إلى مجموعة مقتنيات متحف برادو بواسطة هيئة الثروة القومية (Patrimonio Nacional) سنة 1939.

## محتوى اللوحة
تنقسم اللوحة إلى ثلاثة أقسام، يصور كل منها مشهداً مختلفاً. القسم الأيسر تظهر فيه الجنّة، ويشتمل على خلق حواء وينبوع الحياة، بينما القسم الأيمن تظهر فيه النار. أما القسم الأوسط فيحمل اسم اللوحة بأكملها، وهو يمثل مباهج الحياة ومتعها. وبين الجنة والنار، ما هذه المباهج إلا عبارة عن إغراءات لاقتراف الآثام والمعاصي، وتشير في تنوعها إلى تنوع ميول أفراد الجنس البشري للمباهج الدنيوية.
وتُختم الثلاثية بعرض بلورة زجاجية لليوم الثالث لخلق العالم، مع الإله الآب (حسب الديانة المسيحية) بوصفه الخالق. وهناك عبارتان مكتوبتان على البابين، ونصهما كما يلي: «الرب بنفسه قال الكلمة، فتم كل شيء» و«الرب بنفسه أمر بها، فخُلق كل شيء.»

## وصلات خارجية
- حديقة المباهج الأرضية متحف برادو.